# فرد چیزمر
فرد چیزمر (انگلیسی: Fred Cheesmur؛ 16 january 1908) فوتبالیست اهل بریتانیا بود.
از باشگاه‌هایی که در آن بازی کرده‌است می‌توان به باشگاه فوتبال گیلینگام، باشگاه فوتبال شفیلد یونایتد، باشگاه فوتبال دارتفورد، باشگاه فوتبال چارلتون اتلتیک، باشگاه فوتبال ساوتند یونایتد، و باشگاه فوتبال آرسنال اشاره کرد.